# Ludwig Schick
Ludwig Schick (Marburg, 1949. szeptember 22.-) a Római katolikus egyház egyik prelátusa. A  Fuldai egyházmegye segédpüspökeként szolgált 1998. és 2002. között, ekkortól a Bambergi főegyházmegye érseke.

## Élete
Marburgban született, 1975. június 15-én szentelték pappá. A Fuldai egyházmegyében szolgál 1998. május 20-tól, kijelölt fuldai segédpüspök és Azuzia címzetes püspöke. Schicket a következő július 12-én szentelte püspökké Johannes Dyba, fuldai érsek (személyes cím), Johannes Kapp fuldai segédpüspök, San Marcos-i püspök, Alvaro Leonel Ramazzini Imeri, társszentelő jelenlétében.
2002. június 28-án kinevezték a Bambergi főegyházmegye érsekévé.
Mint püspök, fő felszentelője volt Gregor Maria Franz Hanke püspöknek, és fő társszentelője Walter Brandmüllernek.

## Fordítás
Ez a szócikk részben vagy egészben  a   Ludwig Schick című angol Wikipédia-szócikk fordításán alapul.  Az eredeti cikk szerkesztőit annak laptörténete sorolja fel. Ez a jelzés csupán a megfogalmazás eredetét és a szerzői jogokat jelzi, nem szolgál a cikkben szereplő információk forrásmegjelöléseként.